# Синац
Синац је насељено мјесто у Лици. Припада граду Оточцу, Личко-сењска жупанија, Република Хрватска.

## Географија
Синац је удаљен око 11 км југоисточно од Оточца. У Синцу извире ријека Гацка. У близини насеља пролази Личка пруга.

## Култура

### Говор
Становници углавном говоре чакавским нарјечјем, као и остала насеља с претежно католичким становништвом Гацке долине.

## Становништво
Према попису из 1991. године, насеље Синац је имало 1.041 становника. Према попису становништва из 2001. године, Синац је имао 630 становника. Синац је према попису становништва из 2011. године, имао 563 становника.
| Демографија | Демографија | Демографија |
| Година      | Становника  | Становника  |
| ----------- | ----------- | ----------- |
| 1961.       | 1.300       |             |
| 1971.       | 1.142       |             |
| 1981.       | 1.044       |             |
| 1991.       | 1.041       |             |
| 2001.       | 630         |             |
| 2011.       |             | 563         |

## Попис 1991.
На попису становништва 1991. године, насељено место Синац је имало 1.041 становника, следећег националног састава:
| Попис 1991.‍   | Попис 1991.‍ | Попис 1991.‍ | Попис 1991.‍ | Попис 1991.‍ |
| ------------- | ----------- | ----------- | ----------- | ----------- |
|               |             |             |             |             |
| Хрвати        | Хрвати      |             | 1.037       | 99,61%      |
| остали        | остали      |             | 2           | 0,19%       |
| непознато     | непознато   |             | 2           | 0,19%       |
| укупно: 1.041 |             |             |             |             |

## Познате личности
- Стјепан Саркотић, генерал Аустроугарске војске
- Емил Чоп, командант у октобарској револуцији